# José Francisco Bernardes
José Francisco Bernardes, primeiro e único barão de São Joaquim ComNSC (São João Batista do Arrozal, 26 de novembro de 1836 — Petrópolis, 27 de novembro de 1916) foi um fazendeiro brasileiro.

## Biografia
Filho do comendador Antônio José Bernardes e Augusta Maria da Silva Bernardes, casou-se com Clara Guilhermina da Rocha, filha do Conde de Itamarati, depois com Joaquina de Oliveira de Araújo Gomes, filha do 2.º Barão de Alegrete.
Agraciado barão, era comendador da Imperial Ordem da Rosa e da Ordem de Nossa Senhora da Conceição de Vila Viçosa, de Portugal.
Em 1922, a preciosa coleção de obras de arte pertencente a José Francisco Bernardes foi doada pela viúva ao Museu Nacional de Belas Artes. Dessa coleção faziam parte vinte trabalhos do conceituado pintor pré-impressionista francês Eugène Boudin. Além destas, o Barão doou telas de outros pintores: Johan Jongkin, Alfred Sisley, David Teniers, o Jovem, Pieter Bruegel, Pieter Bruegel, o Velho, David Beck e Jean-Jacques Henner.